# Jak oni śpiewają (singel Joanny Liszowskiej)
Jak oni śpiewają – płyta (Maxi-Singiel) Joanny Liszowskiej wydana 2007. Na płycie znalazły się dwie piosenki, które artystka wykonywała w programie: "Conga" (śpiewana w pierwszym odcinku) i "To były piękne dni" (śpiewana w dziewiątym odcinku, średnia 6.0). Płyta była nagrodą za zwycięstwo w drugiej edycji programu Jak oni śpiewają.

## Lista utworów
- 1. Conga (wykonanie oryginalne Gloria Estefan)
- 2. To były piękne dni (wykonanie oryginalne Halina Kunicka)